# いじわるクッキー
『いじわるクッキー』は、長谷川町子による日本の4コマ漫画作品。1983年には『長谷川町子の意地悪クッキー』のタイトルでテレビドラマ化された。

## 概要
同作者の代表作『いじわるばあさん』の事実上の姉妹編的な作品で、1966年（昭和41年）に『意地悪ラッシー』のタイトルで「文芸春秋漫画読本」新春特別号に掲載され、1968年（昭和43年）に姉妹社から刊行された『いじわるばあさん』第3巻の巻末に『いじわる.タンペン』と題して『いじわる看護婦』『まんが幸福論』とセットで同タイトルに改題されて収録されている。姉妹社の廃業後は朝日新聞社から刊行された朝日文庫版『いじわるばあさん』第2巻および長谷川町子全集第24巻において姉妹社版と同様に巻末掲載となっており、2014年（平成26年）に朝日新聞出版（朝日新聞社の出版部門より分社）が旧姉妹社版（全6巻）を復刻した際は、雑誌掲載時の2色刷りが復元されている。以上の掲載単行本の書誌情報については、いじわるばあさん#単行本を参照のこと。
三度の飯より意地悪が大好きな、とある家庭の飼い犬・クッキーが主人公。
原作の4コマは合計7本とごく短いが『いじわる看護婦』と同様にフジテレビ『月曜ドラマランド』枠で実写化されている。
7本目は石川啄木の一首「友がみな われよりえらく見ゆる日よ 花を買ひ来て 妻としたしむ」のパロディとして、下の句を「こうしてネコでも いじめてやるんだ!!」と置き換えている。

## 長谷川町子の意地悪クッキー
1983年5月2日にフジテレビ『月曜ドラマランド』枠で放送。以下のあらすじや設定は全てドラマのもので、原作漫画ではこうした設定は明示されていない。
- 脚本：田村多津夫
- 演出：福本義人
- 制作：テレパック

### あらすじ
犬飼家で飼われているラブラドール・レトリバーのクッキーは、近所でも札付きの意地悪が大好きな迷犬。そのクッキーが飼い主でペットセンターを経営する愛と大学教授の修平らを巻き込んで引き起こすドタバタの日常を描く。

### 登場キャラクター
クッキー
主人公。原作漫画では犬種は特に説明されていないが、ドラマではラブラドール・レトリバーとされている。飼い主の犬飼夫妻に対してはもちろん、町中でも所かまわず意地悪し放題で、近所では札付きの迷犬あつかいされている。
犬飼 愛（いぬかい あい）
演 - 市毛良枝
クッキーの飼い主。ペットセンターを経営している。
犬飼 修平（いぬかい しゅうへい）
演 - 関口宏
愛の夫。大学の獣医学部教授。
| フジテレビ系列 月曜ドラマランド                | フジテレビ系列 月曜ドラマランド              | フジテレビ系列 月曜ドラマランド             |
| 前番組                                         | 番組名                                       | 次番組                                      |
| ---------------------------------------------- | -------------------------------------------- | ------------------------------------------- |
| 泉ピン子の がんばれ!ジャガーズ （1983年4月25日 | 長谷川町子の 意地悪クッキー （1983年5月2日） | どっきり天馬先生 （第3作） （1983年5月9日） |